# La (genre)
Pour les articles homonymes, voir La.
Genre
La est un genre de papillons, de la famille des Crambidae. Il a été décrit par l'entomologiste polonais Stanisław Błeszyński (en) pour des pyrales de Bolivie.
Selon LepIndex, ce genre comporte les espèces suivantes :
- La benepunctalis (en) Hampson, 1919 ;
- La cerveza Landry, 1995 ;
- La cucaracha Błeszyński, 1966 ;
- La paloma (en) Błeszyński, 1966.